# Black-River-Gorges-Nationalpark

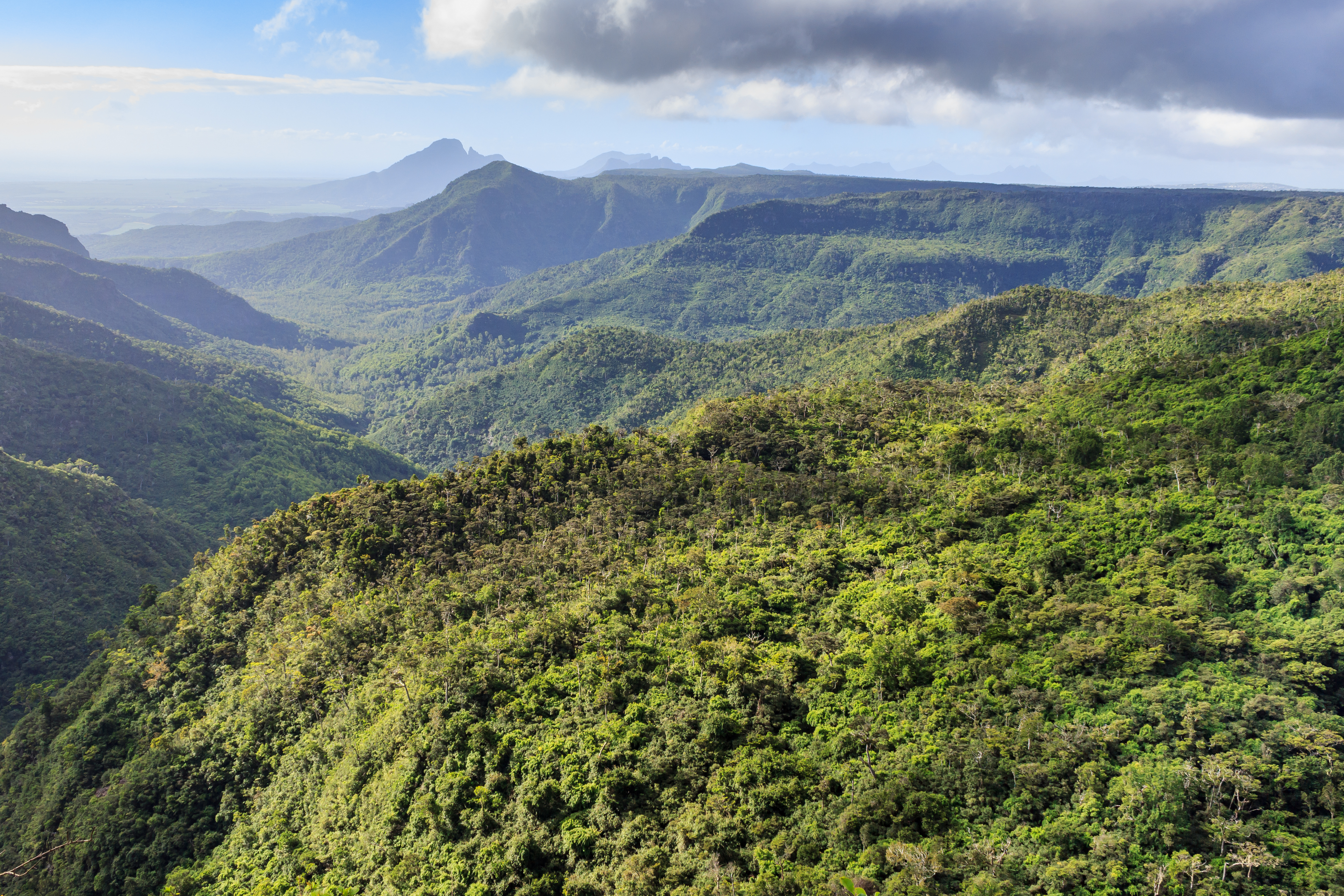
Black-River-Gorges-Nationalpark

Black-River-Gorges-Nationalpark ist der größere der beiden Nationalparks in Mauritius. Der andere ist der Parc national de Bras d’Eau. Seine Größe beträgt etwa 6,574 Hektar, was etwa 3,5 % der Fläche der Insel bedeutet. Er ist auf der Tentativliste für UNESCO-Welterbestätten gelistet. Der Nationalpark wurde am 15. Juni 1994 eingerichtet. 

## Geographie
Der Nationalpark befindet sich im Südwesten der Insel. Im Park liegt der höchste Berg der Insel, der 828 Meter hohe, namensgebende Piton de la Petite Rivière Noire. Rivière Noire ist das französische, Black river das englische Wort für "Schwarzer Fluß". Der Fluss Rivière Noire entspringt im Nationalpark und fließt im Ort Grand Rivière Noire in den Indischen Ozean. Auch der Bezirk Black River ist nach dem Fluss benannt. Der Nationalpark liegt teilweise im Bezirk Black River, aber auch in Plaines Wilhems und Savanne.

## Flora und Fauna
Im Rahmen der Besiedlung der Insel wurden die ursprünglichen Regenwälder weitgehend gerodet. In der Berglandschaft des Nationalparks finden sich die letzten größeren zusammenhängenden Wälder. 163 der 311 endemischen Pflanzenarten und alle 28 überlebenden endemischen Vögel von Mauritius kommen hier vor. Hierzu zählen der Mauritiusfalke, die Rosentaube, der Mauritiussittich, der Mauritiusraupenfänger, der Mauritius-Rotschnabelbülbül (Hypsipetes olivaceus), der Mauritius-Brillenvogel, der Mauritiusweber und andere.

## Tourismus

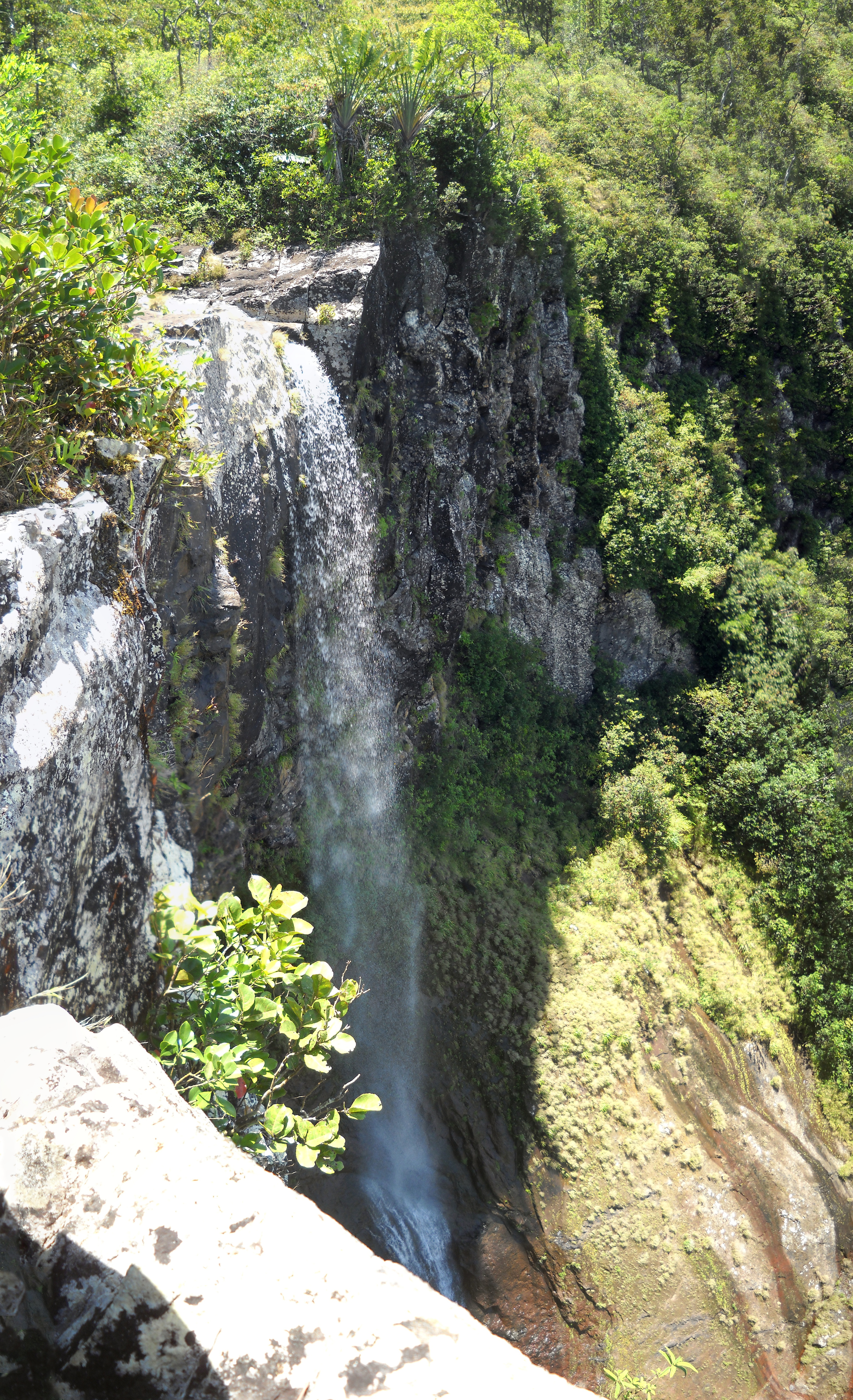
Alexandra Falls

Der Nationalpark ist eine der wichtigsten touristischen Sehenswürdigkeiten der Insel und zählt mehr als 250.000 Besucher jährlich. Er wird erschlossen durch mehrere Touristeninformationszentren und 60 km Wanderwege. Neben Fauna und Flora sind Wasserfälle wie die Alexandra Falls Anziehungspunkte.